# Boris Alekin
Boris Aleksandrowicz Alekin, ros. Борис Александрович Алекин (ur. w 1904 r., zm. 17 marca 1942 r. na okupowanych obszarach ZSRR) – rosyjski emigracyjny aktor teatralny i filmowy, tłumacz Wehrmachtu podczas II wojny światowej
Urodził się pod nazwiskiem Pul. W 1921 r. wyjechał do Berlina. W 1930 r. wszedł w skład praskiej grupy Moskiewskiego Teatru Artystycznego (MChT), która na początku lat 30. występowała we Francji. W latach 1932–1934 był aktorem Teatru Rosyjskiego w Rydze. W 1934 r. powrócił do MChT, występując w różnych krajach Europy i Ameryki Południowej. Pod koniec lat 30. przeszedł do Teatru „Letuczaja mysz”. Był członkiem Rosyjskiego Stowarzyszenia Teatralnego w Niemczech. Na przełomie lat 30./40. grał w niemieckich filmach fabularnych. Po ataku wojsk niemieckich na ZSRR 22 czerwca 1941 roku, wstąpił ochotniczo do Wehrmachtu jako tłumacz. Zginął na froncie wschodnim 17 marca 1942 r.